# Canottaggio ai Giochi della XV Olimpiade - Otto maschile
La competizione dell'otto maschile dei Giochi della XV Olimpiade si è svolta dal 20 al 23 luglio 1952 al bacino di Meilahti, Helsinki.

## Programma
| Data           | Round            | Note                                                   |
| -------------- | ---------------- | ------------------------------------------------------ |
| 20 luglio 1952 | Batterie         | I primi 2 alle semifinali. I restanti ai recuperi.     |
| 21 luglio 1952 | Recuperi         | I vincitori al secondo recupero.                       |
| 21 luglio 1952 | Semifinali       | I vincitori in finale. I restanti al secondo recupero. |
| 22 luglio 1952 | Secondo recupero | I vincitori in finale.                                 |
| 23 luglio 1952 | Finale           |                                                        |

## Risultati

### Batterie
| Pos. | Nazione    | Atleti | Tempo  |
| ---- | ---------- | --- | ------ |
| 1    | Jugoslavia | Ladislav Matetić, Branko Belačić, Vladimir Horvat Vojko Šeravić, Karlo Pavlenč, Boris Beljak Stanko Despot, Dragutin Husjak, Tim: Zdenko Bego              | 6'06"9 |
| 2    | Australia  | Robert Noel Tinning, Ernest Chapman, Nimrod Greenwood Mervyn Finlay, Edward Pain, Phillip Cayzer Thomas Chessell, David Anderson, Tim: Geoffrey Williamson | 6'07"2 |
| 3    | Romania    | Iosif Bergesz, Milivoi Iancovici, Ştefan Konyelicska Gheorghe Măcinic, Ion Niga, Ştefan Pongratz Alexandru Rotaru, Ştefan Somogy, Tim: Ion Vlăduţ          | 6'23"0 |
| 4    | Canada     | Albert Chilcott, Jacob Taylor, Henry M. Westlake Frank Young, John Sharp, Mervin Kaye Angus John Russell, George McCauley, Tim: Norm Rowe                  | 6'26"5 |
| 5    | Finlandia  | Tor Lundsten, Birger Andersson, Eero Lehtovirta Yrjö Hakoila, Antti Arell, Harry Wikman Esko Lyytikkä, Klaus Lampi, Tim: Toivo Räsänen                     | 6'28"5 |

| Pos. | Nazione       | Atleti | Tempo  |
| ---- | ------------- | --- | ------ |
| 1    | Stati Uniti   | Franklin Shakespeare, William Fields, James Dunbar Richard Murphy, Robert Detweiler, Henry Proctor Wayne Frye, Edward Stevens, Tim: Charles Manring     | 6'09"0 |
| 2    | Gran Bretagna | David Macklin, Alastair MacLeod, Nicholas Clack Roger Sharpley, Edward Worlidge, Charles Lloyd William Windham, David Jennens, Tim: John Hinde          | 6'15"1 |
| 3    | Germania      | Anton Reinartz, Michael Reinartz, Roland Freiloff Heinz Zünkler, Peter Betz, Stefan Reinartz Hans Betz, Anton Siebenhaar, Tim: Hermann Zander           | 6'18"7 |
| 4    | Svezia        | Lennart Andersson, Frank Olsson, John Niklasson Gösta Adamsson, Ivan Simonsson, Ragnar Ek Thore Börjesson, Rune Andersson, Tim: Sture Baatz             | 6'24"3 |
| 5    | Portogallo    | Felisberto Fortes, Albino Simões Neto, Manuel Regala João Cravo, João Alberto Lemos, Carlos da Benta João da Paula, Zacarias Andias, Tim: José Pinheiro | 6'30"8 |

| Pos. | Nazione          | Atleti | Tempo  |
| ---- | ---------------- | --- | ------ |
| 1    | Unione Sovietica | Yevgeny Brago, Vladimir Rodimushkin, Aleksey Komarov Igor Borisov, Slava Amiragov, Leonid Gissen Yevgeny Samsonov, Vladimir Kryukov, Tim: Igor Polyakov                                                       | 6'10"2 |
| 2    | Ungheria         | István Sándor, Csaba Kovács, Miklós Zágon Tibor Nádas, Rezső Riheczky, Pál Bakos László Marton, Béla Zsitnik, Tim: Róbert Zimonyi                                                                             | 6'13"6 |
| 3    | Italia           | Albino Baldan, Ottorino Dalla Puppa, Alberto Bozzato Ferdinando Smerghetto, Montanino Nuvoli, Dino Nardin Ottorino Enzo, Pier Nicola Attorese, Tim: Sergio Ghiatto Riserve: Armando Zanella, Savino Cimarosto | 6'17"0 |
| 4    | Danimarca        | Bjørn Stybert, Preben Hoch, Mogens Snogdahl Jørn Snogdahl, Helge Muxoll Schröder, Bjørn Brønnum Leif Hermansen, Ole Scavenius Jensen, Tim: John Vilhelmsen                                                    | 6'17"9 |

### Recuperi
| Pos. | Nazione    | Atleti | Tempo  |
| ---- | ---------- | --- | ------ |
| 1    | Danimarca  | Bjørn Stybert, Preben Hoch, Mogens Snogdahl Jørn Snogdahl, Helge Muxoll Schröder, Bjørn Brønnum Leif Hermansen, Ole Scavenius Jensen, Tim: John Vilhelmsen | 6'17"8 |
| 2    | Romania    | Iosif Bergesz, Milivoi Iancovici, Ştefan Konyelicska Gheorghe Măcinic, Ion Niga, Ştefan Pongratz Alexandru Rotaru, Ştefan Somogy, Tim: Ion Vlăduţ          | 6'20"7 |
| 3    | Portogallo | Felisberto Fortes, Albino Simões Neto, Manuel Regala João Cravo, João Alberto Lemos, Carlos da Benta João da Paula, Zacarias Andias, Tim: José Pinheiro    | 6'25"3 |

| Pos. | Nazione   | Atleti | Tempo  |
| ---- | --------- | --- | ------ |
| 1    | Germania  | Anton Reinartz, Michael Reinartz, Roland Freiloff Heinz Zünkler, Peter Betz, Stefan Reinartz Hans Betz, Anton Siebenhaar, Tim: Hermann Zander                                                                 | 6'15"1 |
| 2    | Italia    | Albino Baldan, Ottorino Dalla Puppa, Alberto Bozzato Ferdinando Smerghetto, Montanino Nuvoli, Dino Nardin Ottorino Enzo, Pier Nicola Attorese, Tim: Sergio Ghiatto Riserve: Armando Zanella, Savino Cimarosto | 6'15"8 |
| 3    | Finlandia | Tor Lundsten, Birger Andersson, Eero Lehtovirta Yrjö Hakoila, Antti Arell, Harry Wikman Esko Lyytikkä, Klaus Lampi, Tim: Toivo Räsänen                                                                        | 6'28"4 |

| Pos. | Nazione | Atleti | Tempo    |
| ---- | ------- | --- | -------- |
| 1    | Canada  | Albert Chilcott, Jacob Taylor, Henry M. Westlake Frank Young, John Sharp, Mervin Kaye Angus John Russell, George McCauley, Tim: Norm Rowe   | 6'25"9   |
| 1    | Svezia  | Lennart Andersson, Frank Olsson, John Niklasson Gösta Adamsson, Ivan Simonsson, Ragnar Ek Thore Börjesson, Rune Andersson, Tim: Sture Baatz | Ex aequo |

### Semifinali
| Pos. | Nazione       | Atleti | Tempo  |
| ---- | ------------- | --- | ------ |
| 1    | Gran Bretagna | David Macklin, Alastair MacLeod, Nicholas Clack Roger Sharpley, Edward Worlidge, Charles Lloyd William Windham, David Jennens, Tim: John Hinde | 6'32"4 |
| 2    | Jugoslavia    | Ladislav Matetić, Branko Belačić, Vladimir Horvat Vojko Šeravić, Karlo Pavlenč, Boris Beljak Stanko Despot, Dragutin Husjak, Tim: Zdenko Bego  | 6'33"5 |
| 3    | Ungheria      | István Sándor, Csaba Kovács, Miklós Zágon Tibor Nádas, Rezső Riheczky, Pál Bakos László Marton, Béla Zsitnik, Tim: Róbert Zimonyi              | 6'37"4 |

| Pos. | Nazione          | Atleti | Tempo  |
| ---- | ---------------- | --- | ------ |
| 1    | Stati Uniti      | Franklin Shakespeare, William Fields, James Dunbar Richard Murphy, Robert Detweiler, Henry Proctor Wayne Frye, Edward Stevens, Tim: Charles Manring        | 6'32"1 |
| 2    | Unione Sovietica | Yevgeny Brago, Vladimir Rodimushkin, Aleksey Komarov Igor Borisov, Slava Amiragov, Leonid Gissen Yevgeny Samsonov, Vladimir Kryukov, Tim: Igor Polyakov    | 6'44"0 |
| 3    | Australia        | Robert Noel Tinning, Ernest Chapman, Nimrod Greenwood Mervyn Finlay, Edward Pain, Phillip Cayzer Thomas Chessell, David Anderson, Tim: Geoffrey Williamson | 6'44"5 |

### Secondo recupero
| Pos. | Nazione    | Atleti | Tempo  |
| ---- | ---------- | --- | ------ |
| 1    | Australia  | Robert Noel Tinning, Ernest Chapman, Nimrod Greenwood Mervyn Finlay, Edward Pain, Phillip Cayzer Thomas Chessell, David Anderson, Tim: Geoffrey Williamson | 6'09"6 |
| 2    | Jugoslavia | Ladislav Matetić, Branko Belačić, Vladimir Horvat Vojko Šeravić, Karlo Pavlenč, Boris Beljak Stanko Despot, Dragutin Husjak, Tim: Zdenko Bego              | 6'12"0 |
| 3    | Svezia     | Lennart Andersson, Frank Olsson, John Niklasson Gösta Adamsson, Ivan Simonsson, Ragnar Ek Thore Börjesson, Rune Andersson, Tim: Sture Baatz                | 6'28"1 |

| Pos. | Nazione          | Atleti | Tempo  |
| ---- | ---------------- | --- | ------ |
| 1    | Unione Sovietica | Yevgeny Brago, Vladimir Rodimushkin, Aleksey Komarov Igor Borisov, Slava Amiragov, Leonid Gissen Yevgeny Samsonov, Vladimir Kryukov, Tim: Igor Polyakov    | 6'10"6 |
| 2    | Ungheria         | István Sándor, Csaba Kovács, Miklós Zágon Tibor Nádas, Rezső Riheczky, Pál Bakos László Marton, Béla Zsitnik, Tim: Róbert Zimonyi                          | 6'15"4 |
| 3    | Danimarca        | Bjørn Stybert, Preben Hoch, Mogens Snogdahl Jørn Snogdahl, Helge Muxoll Schröder, Bjørn Brønnum Leif Hermansen, Ole Scavenius Jensen, Tim: John Vilhelmsen | 6'16"0 |

| Pos. | Nazione  | Atleti | Tempo  |
| ---- | -------- | --- | ------ |
| 1    | Germania | Anton Reinartz, Michael Reinartz, Roland Freiloff Heinz Zünkler, Peter Betz, Stefan Reinartz Hans Betz, Anton Siebenhaar, Tim: Hermann Zander | 6'19"3 |
| 2    | Canada   | Albert Chilcott, Jacob Taylor, Henry M. Westlake Frank Young, John Sharp, Mervin Kaye Angus John Russell, George McCauley, Tim: Norm Rowe     | 6'24"8 |

### Finale
| Pos.    | Nazione          | Atleti | Tempo  |
| ------- | ---------------- | --- | ------ |
| Oro     | Stati Uniti      | Franklin Shakespeare, William Fields, James Dunbar Richard Murphy, Robert Detweiler, Henry Proctor Wayne Frye, Edward Stevens, Tim: Charles Manring        | 6'25"9 |
| Argento | Unione Sovietica | Yevgeny Brago, Vladimir Rodimushkin, Aleksey Komarov Igor Borisov, Slava Amiragov, Leonid Gissen Yevgeny Samsonov, Vladimir Kryukov, Tim: Igor Polyakov    | 6'31"2 |
| Bronzo  | Australia        | Robert Noel Tinning, Ernest Chapman, Nimrod Greenwood Mervyn Finlay, Edward Pain, Phillip Cayzer Thomas Chessell, David Anderson, Tim: Geoffrey Williamson | 6'33"1 |
| 4       | Gran Bretagna    | David Macklin, Alastair MacLeod, Nicholas Clack Roger Sharpley, Edward Worlidge, Charles Lloyd William Windham, David Jennens, Tim: John Hinde             | 6'34"8 |
| 5       | Germania         | Anton Reinartz, Michael Reinartz, Roland Freiloff Heinz Zünkler, Peter Betz, Stefan Reinartz Hans Betz, Anton Siebenhaar, Tim: Hermann Zander              | 6'42"8 |